# بخش نصرت‌آباد
بخش نصرت‌آباد یکی از بخش‌های شهرستان زاهدان در استان سیستان و بلوچستان ایران است.

## تقسیمات کشوری
- بخش نصرت‌آباد
  - دهستان دومک
  - دهستان نصرت‌آباد

شهر: نصرت‌آباد

## جمعیت
بنابر سرشماری مرکز آمار ایران، جمعیت بخش نصرت آباد شهرستان زاهدان در سال ۱۳۹۵ برابر با ۱۸٬۴۶۲ نفر بوده است.